# 하음 최씨
하음 최씨(河陰崔氏)는 인천광역시 강화군 하점면을 본관으로 하는 한국의 성씨이다. 시조는 고려에서 총제사(摠制使)를 지낸 최자창(崔自暢)이다.

## 참고 자료
- “하음최씨(河陰崔氏)”. 뿌리를 찾아서.[깨진 링크(과거 내용 찾기)]